# NGC 6512
NGC 6512 é uma galáxia elíptica (E-S0) localizada na direcção da constelação de Draco. Possui uma declinação de +62° 38' 44" e uma ascensão recta de 17 horas, 54 minutos e 50,2 segundos.
A galáxia NGC 6512 foi descoberta em 27 de Outubro de 1861 por Heinrich Louis d'Arrest.